# Карагайли (Єрейментауський район)
Карагайли́ (каз. Қарағайлы) — село у складі Єрейментауського району Акмолинської області Казахстану. Входить до складу Тургайського сільського округу.
Населення — 53 особи (2021; 61 у 2009, 177 у 1999, 316 у 1989).
Національний склад станом на 1989 рік:
- казахи — 100 %.

До 2007 року село називалося Стаханово.